# Гимрека (деревня)
Ги́мрека (вепс. Himd'ogi) — деревня в Вознесенском городском поселении Подпорожского района Ленинградской области.

## История
Упоминается в 1496 году в Оштинском погосте как деревня На Хем-реке Гиморецкой вотчины Антоньева монастыря.
В 1563 году — как деревня На Химже реке пустая.
Упоминается также в 1582, 1648 и 1678 годах как деревня На Хим-реке в Часовенном приходе Гиморецкой вотчины.

ГИМ-РЕКА (посёлки: Гиморецкий Погост, Новинка и Маныловская) — село при Гим-реке, число дворов — 43, число жителей: 124 м. п., 158 ж. п.; Все чудь. Церковь православная. (1873 год)

Сборник Центрального статистического комитета описывал её так:

ГИМРЕКА — деревня бывшая гарнизонная, дворов — 40, жителей — 278; часовня, лавка, мельница. (1885 год)

Список населённых мест Олонецкой губернии:

ГИМРЕКА — деревня Щелейско-Гиморецкого сельского общества при озере Онего, население крестьянское: домов — 75, семей — 82, мужчин — 169, женщин — 173; лошадей — 55, коров — 151, прочего — 91. Школа. (1905 год)

В конце XIX — начале XX века деревня административно относилась к Шелтозерско-Бережной волости 1-го стана Петрозаводского уезда Олонецкой губернии.
С 1917 по 1920 год деревня входила в состав Шелтозерско-Бережной волости Петрозаводского уезда Олонецкой губернии.
С 1920 года в составе Гиморецкого сельсовета Шелтозерско-Бережной волости Лодейнопольского уезда.
С 1922 года в составе Вознесенской волости Ленинградской губернии.
С 1927 года в составе Вознесенского района. В 1927 году население деревни составляло 34 человека.
Согласно карте Ленинградской области Северо-западного аэрогеодезического треста ГГУ издания 1932 года деревня Гимрека насчитывала 38 крестьянских дворов, смежная деревня Ивановская — 8. В первой находилась почтово-телеграфная контора, во второй — церковь.
По данным 1933 года деревня Гимрека являлась административным центром Гимрецкого сельсовета Вознесенского района, в который входили 6 населённых пунктов: деревни Володарская, Гимрека, Ивановская, Урицкая, Подщелейки, Щелейки, общей численностью населения 1300 человек.
По данным 1936 года в состав Гиморецкого сельсовета с центром в деревне Щелейки входили 5 населённых пунктов, 254 хозяйства и 6 колхозов.
Согласно областным административным данным деревня называлась также Подгора.
- Деревня Гимрека на карте 1943 года

С 1 сентября 1941 года по 31 мая 1944 года деревня находилась в финской оккупации.
С 1954 года в составе Подпорожского района.
С 1963 года в составе Лодейнопольского района.
С 1965 года вновь в составе Подпорожского района. В 1965 году население деревни составляло 162 человека.
По данным 1966 года деревня также входила в состав Гиморецкого сельсовета.
По данным 1973 и 1990 годов деревня Гимрека входила в состав Шустручейского сельсовета Подпорожского района.
В 1997 году в деревне Гимрека Вознесенского поссовета проживали 90 человек, в 2002 году — 85 человек (русские — 98 %)
В 2007 году в деревне Гимрека Вознесенского ГП — 98 человек.

## География
Деревня расположена в северо-восточной части района на автодороге 41К-147 (Петрозаводск — Ошта).
Расстояние до административного центра поселения — 20 км. Расстояние до районного центра — 115 км.
Расстояние до ближайшей железнодорожной станции Подпорожье — 131 км.
Деревня находится вблизи Онежского озера и реки Гимрека.

## Демография
| 2007 | 2010 | 2017 |
| ---- | ---- | ---- |
| 98   | ↘63  | ↗91  |

### Национальный состав
Согласно данным Всероссийской переписи населения 2021 года в деревне проживал 61 человек, все русские.

## Достопримечательности
Сохранилась деревянная шатровая церковь Рождества Богородицы, построенная в 1659 году. По основным чертам Богородицкий храм напоминает Успенскую церковь в Кондопоге. Характерной чертой Гиморецкой церкви является то, что и основной объём здания, и завершающий его восьмерик довольно приземистые, а шатёр необычайно высокий и стройный. Некоторые иконы из иконостаса церкви находятся в Русском музее. Недействующая. Реставрирована в 1970—1980-е годы. Один из наиболее известных памятников деревянного зодчества Прионежья.
- Гиморецкий погост. Церковь Рождества Богородицы

## Интересные факты
- Крестьянин деревни Гимрека Сергей Дмитриевич Стафеев, участник Русско-японской войны, ефрейтор 123-го Козловского полка, был награждён  знаком отличия военного ордена Святого Георгия 4-й степени[24].

## Улицы
Ивановский переулок, Клубный переулок, Новый переулок, Петрозаводский тракт.